# Tour de KonstytucjaPL

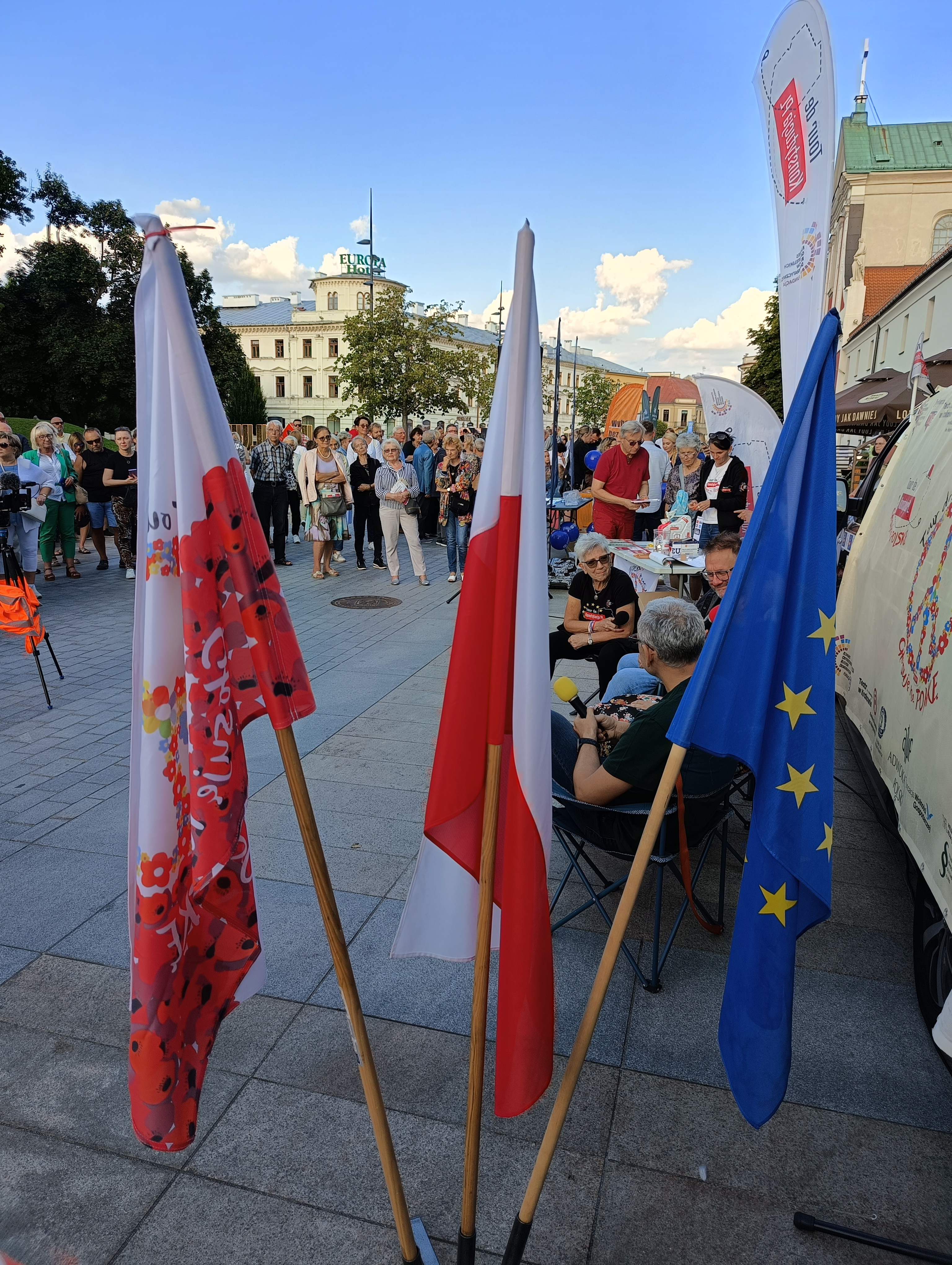
Tour de Konstytucja na Placu Litewskim w Lublinie

Tour de Konstytucja – seria spotkań znanych prawników i aktywistów z mieszkańcami miast w Polsce, których istotą było przybliżenie obywatelom doniosłości polskiej konstytucji. Pierwsza edycja touru odbywała się od czerwca do sierpnia 2021 roku, a patronem wydarzenia był Rzecznik Praw Obywatelskich Adam Bodnar.
Wydarzenie, (jego pierwsza edycja nazwana Tour de KonstytucjaPL) rozpoczął się w Radomiu 4 czerwca 2021 r., a zakończył się w Warszawie 8 sierpnia 2021 r. Podczas pierwszej edycji pokonano 8600 kilometrów, tour dotarł do ponad 80 miejscowości i rozdano 10 tysięcy egzemplarzy konstytucji. Z uwagi na duże zainteresowanie społeczne w kolejnych latach akcja była kontynuowana pod nazwą „Tour de Konstytucja. Przystanek na żądanie”, w roku 2023 w ramach III edycji pod hasłem “Głosuję na Polskę”. Prelegencji odwiedzili wówczas 90 miejscowości. 
Głównym organizatorem akcji do tego czasu była była Fundacja „Kongres Obywatelskich Ruchów Demokratycznych”, z udziałem stowarzyszeń sędziowskich Themis i Iustitia, prokuratorskiego Lex Super Omnia oraz Helsińskiej Fundacji Praw Człowieka.
Akcja „Tour de Konstytucja” spotkała się z krytyką reprezentantów rządu i zainteresowaniem mediów w kraju i na świecie.